# Donald Morrison MacKay
Pour les articles homonymes, voir Donald MacKay et MacKay.
Donald Morrison MacKay (9 octobre 1889-19 mai 1953) est un homme politique canadien de la Colombie-Britannique. Il est député provincial de la libéral des circonscriptions britanno-colombiennes de Cariboo de 1933 à 1937. Il démissionne en pour devenir Commissaire aux Affaires indiennes de la Colombie-Britannique,.